# NGC 61
NGC 61 je čočková galaxie nacházející se v souhvězdí Velryby.